# Halecia ignicollis
Halecia ignicollis es una especie de escarabajo del género Halecia, familia Buprestidae. Fue descrita científicamente por Théry en 1923.